# Грабовський Еміліан Романович
Еміліан Романович Грабо́вський (20 листопада 1892, Ужгород — 21 жовтня 1955, Ужгород) — український закарпатський художник польського походження; член Спілки радянських художників України з 1946 року.

## Біографія
Народився 20 листопада 1892 року в місті Ужгороді (нині Закарпатська область, Україна) у багатодітній сім'ї службовця, де був наймолодшою дитиною. Його батько працював інженером-землеміром, брав участь в Польському антиросійському повстанні 1863—1864 років.
Навчаючись у початковій школі, виявив здібності до малювання. Із відзнакою закінчив Ужгородську гімназію. 1911 року, разом із Адальбертом Ерделі, поїхав на навчання до Будапешта, де упродовж 1911—1914 років здобував мистецьку освіту в Училищі прикладного мистецтва у Імре Шимайя та упродовж 1915—1917 років у Вищій школі образотворчого мистецтва у Д. Ракшани.
Кінець 1918 року провів на творчій базі в Нодьбані (тепер Бая-Маре, Румунія). У 1919 році повернувся до Ужгорода, де активно включився у творче життя Закарпаття. На вулиці Собранецькій, № 31, у батьківському будинку, відкрив майстерню.
У 1926 році, через постійні нестатки, покинув Закарпаття і тринадцять років працювати в Будапешті, здебільшого художником-реставратором. У 1939 році повернувся до Ужгорода. Помер в Ужгороді 21 жовтня 1955 року.

## Творчість
Працював у галузях станкового живопису (автор пейзажів Карпат і Закарпаття) і станкової графіки (автор малюнків карикатур, плакатів). Серед робіт:
живопис
- «Гірський краєвид» (1914);
- «Копиці сіна» (1922);
- «Селянський двір» (1922);
- «Озеро в горах» (1924);
- «Хатина рибалки» (1925);
- «Вечір на Адріатичному морі» (1930—1931);
- «Гірська долина» (1942);
- «Гори Бескиди» (1945);
- «Копиці» (1946);
- «Осінні сутінки» (1946);
- «Говерла» (1946);
- «Низькі Татри» (1946);
- «Зимові сутінки» (1947);
- «Річка Латориця» (1947, Одеський художній музей[3]);
- «Гірський пейзаж» (1948);
- «Долина Ужа» (1949, Закарпатський художній музей[3]);
- «Колгоспні поля в околицях села Доманиці» (1950);
- «Колгоспний пейзаж» (1950);
- «Вид Ужгорода» (1951);
- «Сині далі» (1951);
- «Гора в Ясінях» (1951);
- «Гірські луки» (1951—1953, Національний музей у Львові[3]);
- «Колгоспні поля на околиці Ужгорода» (1952).

графіка
- «Скелі» (1907);
- «Леви» (1913);
- «Високі Татри» (1916);
- «Гірська річка» (1917);
- «Дерева» (1917);
- «Озеро в горах. Татри» (1917);
- «Ялинка» (1917);
- «Монастир у горах» (1922);
- «Сільський двір» (1922);
- «Ранок» (1946);
- «Вид на Ужгородський замок» (1949);
- «У саду» (1949);
- «Каміння» (1949);
- «Після жнив» (1951);
- «Річка під горою» (1952).

малюнки (картон)
- «Купи сіна» (1922);
- «Верби на березі Ужа» (1929);
- «Стара хата» (1944);
- «Парк» (1948, Закарпатський художній музей);
- «Старий сад» (1949);
- «Колгоспні копиці» (1950, Закарпатський художній музей).

У 1921 році взяв участь у виставці в Кошицях. 1953 року в Ужгороді пройшла його персональна виставка.

## Вшанування
В Ужгороді, на будинку по вулиці Собранецькій, № 31, де з 1892 по 1955 рік жив і працював художник, встановлено меморіальну дошку.